# Aurora (Iowa)
Aurora è una città della contea di Buchanan, Iowa, Stati Uniti. La popolazione era di 185 abitanti al censimento del 2010, un leggero calo rispetto ai 194 abitanti del censimento del 2000.

## Geografia fisica
Secondo lo United States Census Bureau, ha un'area totale di 0,57 mi² (1,48 km²).

## Storia
Aurora fu fondata nel 1886 dalla Chicago Great Western Railway e incorporata nel 1899. La città fu progettata su un terreno donato da Bishop Warren e sua moglie Alice, e prende il nome dal luogo di nascita di Warren, East Aurora, New York.

## Società

### Evoluzione demografica
Secondo il censimento del 2010, la popolazione era di 185 abitanti.

### Etnie e minoranze straniere
Secondo il censimento del 2010, la composizione etnica della città era formata dal 95,1% di bianchi, lo 0,5% di afroamericani, lo 0,0% di nativi americani, lo 0,0% di asiatici, lo 0,0% di oceaniani, lo 0,0% di altre etnie, e il 4,3% di due o più etnie. Ispanici o latinos di qualunque etnia erano l'1,6% della popolazione.